# Sukaratu (Cikeusal)
Sukaratu is een bestuurslaag in het regentschap Serang van de provincie Banten, Indonesië. Sukaratu telt 2920 inwoners (volkstelling 2010).